# Exame de Admissão para Graduados em Administração
O Graduate Management Admission Test (GMAT) é uma prova de aptidão lógica e verbal em inglês. É requisito básico para inscrição em muitos cursos de MBA e em universidades, principalmente as norte-americanas e europeias.
A prova é dividida basicamente em duas partes mais importantes: prova de Matemática e prova de língua inglesa. A prova de matemática não exige conhecimentos profundos de cálculo. Pelo contrário, o que aprendemos no matemática no colegial é o bastante. O que a prova exige é raciocínio rápido, agilidade e precisão. A prova de língua inglesa avalia a capacidade do candidato em compreender textos acadêmicos, identificar aspectos da escrita acadêmica e compreender um argumento para refutá-lo ou apoiá-lo.
A prova do "Gmat" tem ainda duas características que a diferenciam do vestibular e de outras provas de admissão para instituições de ensino no Brasil. A primeira destas características é que a prova é adaptativa, ou seja, sempre que você acerta uma questão o computador te apresenta  uma questão mais difícil na sequencia. Sua nota é obtida pelo nível de dificuldade no qual você se manteve, não pelo número de questões que você acertou. A segunda característica que difere o "Gmat" das provas que conhecemos no Brasil é o tempo. Cada questão deve ser feita em aproximadamente 1:30 min, ou seja, a velocidade é parte fundamental do treinamento para o "Gmat".

## Formato e tempo
O exame GMAT consiste em quatro seções: uma avaliação de redação analítica, uma seção de raciocínio integrado, uma seção quantitativa e uma seção verbal. O tempo total de teste é de três horas e sete minutos. Os participantes do teste têm 30 minutos para a avaliação da redação analítica e outros 30 minutos para trabalhar em 12 perguntas, que geralmente têm várias partes, na seção de raciocínio integrado e têm 62 minutos para trabalhar em 31 perguntas na seção quantitativa e outros 65 minutos para passar por 36 perguntas na seção verbal.
A nota varia de 200 a 800 pontos. Como curiosidade, os alunos aprovados nas principais universidades do mundo como Harvard Business School, Wharton e Universidade Stanford, necessitam de 715 pontos em média.